# Momčilo Spremić
Momčilo Spremić (en serbe cyrillique : Момчило Спремић ; né le 29 août 1937 à Donja Badanja) est un historien serbe, spécialiste de l'histoire des Balkans, de l'Italie et de l'Espagne au Moyen Âge tardif. Il est membre de l'Académie serbe des sciences et des arts.

## Biographie
Spremić est né à Donja Badanja, un village près de Loznica, dans l'ancien Royaume de Yougoslavie. En 1961, il est diplômé de la Faculté de philosophie de l'université de Belgrade et il y obtient une maîtrise en 1965. En 1969, toujours à la même faculté, il soutient sa thèse de doctorat intitulée Dubrovnik i Aragonci 1442–1495 (Dubrovnik et les Aragonais (1442-1495)), publiée en serbe en 1971 et en italien en 1986.
La question de la traîtrise de Vuk Branković lors de la bataille de Kosovo Polje en 1389 a fait l'objet d'une séries d'études de Spremić. Malgré le consensus de l'historiographie moderne en Serbie qui allègue que Vuk Branković n'a pas été un traître, Spremić insiste sur le fait qu'il existe une possibilité que Vuk ait réellement trahi ses alliés serbes.
Il est membre de plusieurs sociétés savantes, membre de la Société internationale des historiens de la Méditerranée (SIHMED) et membre du conseil exécutif de la Société européenne de culture. Le 5 novembre 2009, il a été élu membre à part entière de l'Académie serbe des sciences et des arts,.

## Prix et récompenses
Momčilo Spremić a reçu de nombreuses récompenses parmi lesquelles on peut citer :  la Charte de Saint Sava (en serbe : Svetosavska povelja), un prix décerné par la ville de Smederevo, en 2009, le prix des Gardiens du patrimoine (Čuvari baštine), la Clé d'or de la ville de Smederevo (Zlatni ključ grada Smedereva), le prix de la Fondation Vuk pour la science pour son ouvrage Despot Đurađ Branković i njegovo doba (Le Despote Đurađ Branković et son temps), le prix de la Fondation Dušan Baranin (Nagrada fonda Dušana Baranina) et le prix d'octobre de la ville de Belgrade. Il a été décoré de l'Ordre du Mérite de la République italienne (en tant que chevalier), un honneur conféré par le président de la République italienne.

## Ouvrages et contributions
- (sr) Momčilo Spremić, « Turski tributari u XIV i XV veku » [« Les États tributaires des Turs aux XIVe et XVe siècles »], Istorijski glasnik, Naučna knjiga, nos 1—2,‎ 1970, p. 9—59 (lire en ligne)
- (sr) Momčilo Spremić, Dubrovnik i Aragonci (1442—1495) [« Dubrovnik et les Aragonais (1442-1495) »], Belgrade, Zavod za izdavanje udžbenika Socijalističke Republike Srbije, 1971, 322 p. (lire en ligne)
  - (it) Momčilo Spremić, Dubrovnik e gli Aragonesi (1442—1495) [« Dubrovnik et les Aragonais (1442-1495) »], Palerme, Accademia nazionale di scienze, lettere e arti, 1986, 358 p. (lire en ligne) (traduction en italien)
- (it) Momčilo Spremić, « Gli Slavi tra le due sponde adriatiche » [« Les Slaves entre des deux rives de l'Adriatique »], Annali dell'Istituto italiano per gli studi storici, no 4,‎ 1973—1975, p. 87—103
- (sr) Momčilo Spremić, « Dubrovačka trgovačka društva u despotovini Đurđa Brankovića » [« Les entreprises commerciales de Dubrovnik dans le despotat de Đurađ Branković »], Zbornik Filozofskog fakulteta u Beogradu, no 13 (1),‎ 1975, p. 85—102.
- (sr) Momčilo Spremić, « Despot Đurađ Branković i Mačvanska banovina » [« Le despote Đurađ Branković et la banovine de Mačva »], Istorijski časopis, no 23,‎ 1976, p. 23—37
- (sr) Momčilo Spremić, Istorija srpskog naroda : Doba borbi za očuvanje i obnovu države (1371-1537) [« Histoire du peuple serbe : L'ère des luttes pour la préservation et la reconstruction de l'État (1371-1537) »], vol. 2, Belgrade, Srpska književna zadruga, 1982 (lire en ligne), « Pripajanje Zete Despotovini i širenje mletačke vlasti u Primorju (L'annexion de la Zeta au despotat et l'expansion de la domination vénitienne sur le Littoral) », p. 195-204
- (sr) Momčilo Spremić, Istorija srpskog naroda : Doba borbi za očuvanje i obnovu države (1371-1537) [« Histoire du peuple serbe : L'ère des luttes pour la préservation et la reconstruction de l'État (1371-1537) »], vol. 2, Belgrade, Srpska književna zadruga, 1982 (lire en ligne), « Početak vladavine Đurđa Brankovića (Le début du règne de Đurađ Branković) », p. 218-229
- (sr) Momčilo Spremić, Istorija srpskog naroda : Doba borbi za očuvanje i obnovu države (1371-1537) [« Histoire du peuple serbe : L'ère des luttes pour la préservation et la reconstruction de l'État (1371-1537) »], vol. 2, Belgrade, Srpska književna zadruga, 1982 (lire en ligne), « Prvi pad Despotovine (La première chute du despotat) », p. 241-253
- (sr) Momčilo Spremić, Istorija srpskog naroda : Doba borbi za očuvanje i obnovu države (1371-1537) [« Histoire du peuple serbe : L'ère des luttes pour la préservation et la reconstruction de l'État (1371-1537) »], vol. 2, Belgrade, Srpska književna zadruga, 1982 (lire en ligne), « Duga vojna i obnova države (Une longue guerre et la reconstruction de l'État) », p. 254-267
- (sr) Momčilo Spremić et Jovanka Kalić, Istorija srpskog naroda : Doba borbi za očuvanje i obnovu države (1371-1537) [« Histoire du peuple serbe : L'ère des luttes pour la préservation et la reconstruction de l'État (1371-1537) »], vol. 2, Belgrade, Srpska književna zadruga, 1982 (lire en ligne), « Sultan Mehmed II Osvajač i Srbija (Le sultan Mehmed II le Conquérant et la Serbie) », p. 289-302
- (sr) Momčilo Spremić, Istorija srpskog naroda : Doba borbi za očuvanje i obnovu države (1371-1537) [« Histoire du peuple serbe : L'ère des luttes pour la préservation et la reconstruction de l'État (1371-1537) »], vol. 2, Belgrade, Srpska književna zadruga, 1982 (lire en ligne), « Propast srednjovekovne države (L'effondrement de l'État médiéval) », p. 303-313
- (sr) Momčilo Spremić et Miloš Blagojević, Istorija srpskog naroda : Doba borbi za očuvanje i obnovu države (1371-1537) [« Histoire du peuple serbe : L'ère des luttes pour la préservation et la reconstruction de l'État (1371-1537) »], vol. 2, Belgrade, Srpska književna zadruga, 1982 (lire en ligne), « Slom Crnojevića (L'effondrement des Crnojević) », p. 414-430
- (sr) Momčilo Spremić, Despot Đurađ Branković i njegovo doba [« Le Despote Đurađ Branković et son temps »], Belgrade, Srpska književna zadruga, 1994, 857 p. (ISBN 9788637904649, lire en ligne)
- (sr) Momčilo Spremić, Prekinut uspon: Srpske zemlje u poznom srednjem veku [« L'Ascension interrompue : les terres serbes à la fin du Moyen Âge »], Belgrade, Zavod za udžbenike i nastavna sredstva, 2005, 485 p. (ISBN 9788617127204, lire en ligne)
- (sr) Momčilo Spremić, Đurađ Branković 1427-1456, Belgrade, Zavod za udžbenike i nastavna sredstva, 2006, 275 p. (ISBN 86-17-13750-9, lire en ligne)
- (sr) Momčilo Spremić, « Brankovići u Ohridu » [« Les Branković à Ohrid »], Vardarski zbornik, Akademija, no 5,‎ 2006, p. 1-7 (lire en ligne)
- (sr) Momčilo Spremić, « Srpska despotovina - susedi i strani uticaji » [« Le despotat serbe - voisins et influences étrangères »], Glas SANU, no 404,‎ 2006, p. 51-70
- (it) Momčilo Spremić, « Il despota Giorgio Branković e Venezia » [« Le despote Đurađ Branković et Venise »], Glas SANU, no 404,‎ 2006, p. 119-135
- (it) Momčilo Spremić, Città e vita cittadina nei paesi dell'area mediterranea [« La ville et la vie citadine des pays de la zone méditerranéenne »], Rome, Viella, 2007 (lire en ligne), « Ragusa-Dubrovnik, una città mediterranea e balcanica: Relazioni con la Sicilia nei secoli XIV e XV (Raguse-Venise, une ville méditerranéenne et balkanique : les relations avec la Sicile aux XIVe et XVe siècles) », p. 301-312
- (sr) Momčilo Spremić, Srem kroz vekove [« La Syrmie à travers les siècles »], Belgrade, Vukova zadužbina, 2007 (ISBN 9788690296156, lire en ligne), « Srpski despoti u Sremu (Les despotes serbes en Syrmie) », p. 45-73
- (sr) Momčilo Spremić, « Despot Stefan Lazarević i gospodin Đurađ Branković » [« Le despote Stefan Lazarević et  Đurađ Branković »], Istorijski časopis, no 56,‎ 2008, p. 49-68
- (sr) Momčilo Spremić, « Brankovići - ktitori manastira Krušedola » [« Les Branković, fondateur du monastère de Krušedol »], Anali Ogranka SANU u Novom Sadu, no 4,‎ 2008, p. 25-35
- (sr) Momčilo Spremić, « Despot Stefan Branković Slepi » [« Le despote Stefan Branković l'Aveugle »], Glas SANU, no 414,‎ 2010, p. 115-143
- (sr) Momčilo Spremić, « Borbe za oslobođenje Smedereva (1459—1485) » [« Les luttes pour la libération de Smederevo (1459-1485) »], Smederevski zbornik, no 3,‎ 2012, p. 13-29
- (sr) Momčilo Spremić, « Despotica Jelena Branković-Berislavić » [« La despote Jelena Branković-Berislavić »], Smederevski zbornik, no 3,‎ 2012, p. 13-29
- (sr) Momčilo Spremić, « Despot Lazar Branković » [« Le despote Lazar Branković »], Zbornik radova Vizantološkog instituta, t. 2, no 50,‎ 2013, p. 899-912 (lire en ligne [PDF], consulté le 21 janvier 2021)
- (sr) Momčilo Spremić, Srbija i Venecija (VI-XVI vek) [« La Serbie et Venise (VIe – XVIe siècles) »], Belgrade, 2014, 338 p. (ISBN 9788651918516, lire en ligne)